# 第17回プライムタイム・エミー賞
第17回エミー賞、第17回プライムタイム・エミー賞（だい17かいプライムタイム・エミーしょう、英語: 17th Annual Primetime Emmy Awards）は、テレビ芸術科学アカデミーが主催するエミー賞の一つで、1964年にアメリカ合衆国でプライムタイムに放送された優れたテレビ番組に送られる賞である。授賞式は1965年9月12日にカリフォルニア州ロサンゼルスにあるHollywood Palladiumで行われた。司会はサミー・デイヴィスJr.とダニー・トーマスが務め、アメリカではNBCが放送した。

## 概要
この年のエミー賞は、カテゴリーが4つになるように合理化され、例年と全く異なるものとなった。最重要部門のコメディー/ドラマ部門作品賞なども外された。しかし、翌年からは元のエミー賞に戻っている。
主要部門の最多ノミネートは『ホールマーク・ホール・オブ・フェイム』の5部門だった。
主要部門の最多受賞は『ホールマーク・ホール・オブ・フェイム』の3部門だった。

## 複数部門でのノミネート
数字は主要部門からの合計。
| ノミネート | ネットワーク |
| ---------- | ------------ |
| 21         | NBC          |
| 14         | CBS          |
| 2          | ABC          |

## 複数部門での受賞
数字は主要部門からの合計。
| 受賞 | ネットワーク |
| ---- | ------------ |
| 8    | CBS          |
| 3    | NBC          |